# Luke Mably
Thomas Luke Mably, född 1 mars 1976 i London, är en brittisk skådespelare.

## Filmografi
- 1999–2002 – Dream Team (TV-serie) (84 avsnitt)
- 2000 – In the Beginning (TV-miniserie, två avsnitt)
- 2002 – 28 dagar senare
- 2004 – Prinsen & jag
- 2005 – Me, Myself & Kubrick
- 2005 – Spirit Trap
- 2006 – Prinsen & jag 2 (V)
- 2009 – Exam
- 2010 – The Gates (TV-serie, 13 avsnitt)
- 2011 – Combat Hospital (TV-serie, 13 avsnitt)

## Fotnoter
1. ↑  Gemeinsame Normdatei, läst: 5 maj 2014.[källa från Wikidata]